# مرابطات عن بعد
المرابطات أو مرابطات عن بعد هي حركة إسلامية سياسية للنساء، كان يمولها الفرع الشمالي للحركة الإسلامية في إسرائيل. وتنظم المجموعة دروساً في المسجد الأقصى حول القراءة والكتابة باللغة العربية، وقراءة وتجويد وتلاوة القرآن الكريم.
تسعى المجموعة لنصرة المسجد الأقصى والدفاع عنه، وتعمل على منع الزيارات اليهودية إليه، وحاولت إسرائيل منع أعضاء الجماعة من الوصول إلى المسجد الأقصى، وأيضًا الاعتداءات المتكررة، ويضم الفريق متطوعات من عدد كبير من الدول مثل الأردن ولبنان والكويت وموريتانيا والعراق والمغرب بالإضافة لفلسطين. وفريق خاص يحمل اسم "مترجمون لأجل القدس" يهدف إلى تحويل المحتوى الفريق للغات أخرى.

## تاريخ
تأسست من مجموعتين موازيتين، المرابطون للرجال والمرابطات للنساء، من قبل الفرع الشمالي للجماعة الإسلامية، الحركة الإسلامية في إسرائيل، في عام 2012. تهدف المجموعتين لنصرة المسجد الأقصى والقضية الفلسطينية. وتدير المجموعات خدمة يومية بين تجمعات البلدات العربية بما في ذلك أم الفحم والطيبة، والمثلث، وكذلك من النقب والجليل إلى المسجد الأقصى. ووفقاً لمسؤولي الأمن الإسرائيليين، قبل حظر المجموعات وإغلاق مكاتب المنظمات غير الحكومية التي تمولها، كان الناشطون يحصلون على مبلغ يتراوح بين 3000 إلى 4000 شيكل (771 إلى 1028 دولاراً) شهرياً، وكان بعضها من دول الخليج. في أغسطس 2015، عارضت المجموعة دخول أعضاء الكونغرس الأمريكي إلى المسجد الأقصى، بما في ذلك النائب إيفان جينكينز ، والنائب ترينتو فرانكس ، والنائب كيث روثفوس وزوجة السيد جينكينز، إليزابيث جينكينز. في أغسطس 2015، منعت المجموعة من دخول المسجد الأقصى من قبل وزير الأمن العام الإسرائيلي، جلعاد أردان. وأدانت الجامعة العربية خطة حظر الجماعة. وفي 8 أيلول / سبتمبر 2015، وقع وزير الدفاع موشيه يعلون أمرا يقضي باعتبار جماعة المرابطات منظمة غير قانونية. ووصف الشيخ عزام الخطيب، رئيس الأوقاف الإسلامية في القدس، القرار بأنه "غير مقبول على الإطلاق"، مؤكدا أن حكومة إسرائيل "ليس لها الحق" في التدخل.